# Donald in Maui Mallard
Donald in Maui Mallard, ook gekend als Maui Mallard in Cold Shadow is een platformcomputerspel ontwikkeld door Disney Interactive dat initieel uitkwam in 1995 voor Sega Mega Drive/Genesis. Eurocom Entertainment Software portte het spel naar SNES in 1996. In 1998 kwam er nog een versie voor Microsoft Windows en Game Boy. De versie voor Windows werd eveneens door Disney Interactive ontwikkeld, voor Game Boy was dit Bonsai Entertainment Corp.. 

## Spelbesturing
Naast de elementen van een traditioneel platformspel (lopen, springen van platform-naar-platform...) dient de speler het personage van Donald te transformeren naar Cold Shadow of omgekeerd daar waar nodig. Cold Shadow is een ninja-versie van Donald. Donald heeft een revolver dewelke insectachtige organismen afvuurt. Cold Shadow is een ninja die een stok als wapen heeft. Verder heeft Cold Shadow een aantal eigenschappen die Donald niet heeft en omgekeerd.

## Verhaal
Donald Duck speelt in dit spel de rol van Maui Mallard, een detective die een tropisch eiland bezoekt waar het mysterieuze afgodbeeld "Shabuhm Shabuhm" wordt vermist. Shabuhm Shabuhm is de lokale bewaker van de geesten. Indien het beeldje niet wordt gevonden, zal het eiland ontploffen. Maui neemt de taak op zich om het beeldje te zoeken. Daarvoor doet hij onderzoek in een herenhuis, een primitief dorpje, een vulkaan, bij inboorlingen, ... Uiteindelijk blijkt dat Mallard zich moet opofferen door in de vulkaan te springen. Daardoor belandt hij in het "land der doden" waar hij zijn zoektocht verderzet. Uiteindelijk wordt het beeldje gevonden. Uit dank laat de god Maui herrijzen.